# NGC 4520
إن جي سي 4520 التي يرمز لها بالرمز NGC 4520، هي مجرة، في كوكبة العذراء.

## الاكتشاف
اكتشفت في 23 مارس 1789، بواسطة ويليام هيرشل.